# Anvers-Insel
Die Anvers-Insel (französisch Île Anvers, auch Antwerpen-Insel; in Argentinien Isla Amberes) ist eine Insel in der Subantarktis, vor der Küste des nördlichen Teils der Antarktischen Halbinsel (Grahamland).
Die Anvers-Insel ist die größte Insel des Palmer-Archipels. Sie ist 74 km lang sowie 55 km breit und nimmt eine Fläche von 2432 km² ein. Der höchste Berg der Insel ist der 2761 m hohe Mount Français.
Zwischen der Anvers-Insel im Westen und der Wiencke-Insel im Südosten liegt der Neumayer-Kanal, eine landschaftlich reizvolle Meerenge mit polaren Gebirgslandschaften und steilen Hanggletschern.

## Geschichte
1830/32 wurde die Anvers-Insel durch John Biscoe gesichtet. 1873/74 erkundete Eduard Dallmann die Gewässer an der Westküste der Insel und entdeckte die Bucht Hamburghafen sowie die vorgelagerten Gossler- und Rosenthalinseln.
Den Namen Anvers erhielt die Insel 1898 von der Belgica-Expedition unter der Leitung von Adrien de Gerlache nach der französischen Bezeichnung der Provinz Antwerpen in Belgien. Charcots erste Expedition erforschte 1904 die Südwestküste der Anvers-Insel.
Auf der Anvers-Insel befand sich von 1955 bis 1958 die britische Station N. Nach Abschluss der geologischen und Vermessungsarbeiten wurde die Station im Jahre 1963 an die US-amerikanische Palmer-Station, die in der Nähe liegt, vermietet. Die amerikanischen Forscher benutzten die Station seit 1965 als biologisches Labor. Bei Renovierungsarbeiten durch den British Antarctic Survey (BAS) brannten die Gebäude am 28. Dezember 1971 ab, sodass auch die Basis zur Unterstützung des Luftverkehrs entfiel. Dieser Teil der Aktivitäten wurde 1973 zur Adelaide-Insel (Station T des BAS) verlegt, nachdem auch der Landeplatz für Flugzeuge auf Skiern immer schwieriger zu benutzen wurde.
Im antarktischen Sommer 1990/91 wurde der noch verbliebene Schutt zusammen mit dem Abfall im Rahmen des United States Antarctic Program entfernt, lediglich die Betonfundamente blieben.